# Cixius perexigua
Cixius perexigua är en insektsart som beskrevs av Tsaur 1991. Cixius perexigua ingår i släktet Cixius och familjen kilstritar. Inga underarter finns listade i Catalogue of Life.